# Tityus surmeridensis
Espèce
Tityus surmeridensis est une espèce de scorpions de la famille des Buthidae.

## Distribution
Cette espèce est endémique de l'État de Mérida au Venezuela. Elle se rencontre vers Padre Noguera.

## Description
La femelle holotype mesure 62,71 mm.

## Étymologie
Son nom d'espèce, composé de surimerid[a] et du suffixe latin -ensis, « qui vit dans, qui habite », lui a été donné en référence au lieu de sa découverte, le Sud de l'État de Mérida.

## Publication originale
- González-Sponga, 2002 : « Cuatro nuevas especies del género Tityus (Scorpionida: Buthidae). » Boletín de la Academia de Ciencias Físicas, Matemáticas y Naturales, vol. 62, no 2, p. 49-66.